# خوسيه دانيال غيريرو
خوسيه دانيال غيريرو (بالإسبانية: Daniel Guerrero cornelio)‏ (18 نوفمبر 1987 بغوادالاخارا في المكسيك - ) هو لاعب كرة قدم مكسيكي في مركز الوسط. شارك مع منتخب المكسيك تحت 20 سنة لكرة القدم ومنتخب المكسيك لكرة القدم. أما مع النوادي، فقد لعب مع أتلانتي إف سي ونادي أمريكا ونادي بويبلا.

## وصلات خارجية
- خوسيه دانيال غيريرو على موقع الاتحاد الدولي (مؤرشف)  (الإنجليزية)
- خوسيه دانيال غيريرو على موقع قاعدة بيانات كرة القدم.إي يو (الإنجليزية)
- خوسيه دانيال غيريرو على موقع ناشيونال فوتبول تيمز (الإنجليزية)
- خوسيه دانيال غيريرو على موقع Soccerway.com (الإنجليزية)
- خوسيه دانيال غيريرو على موقع عالم كرة القدم.نت (الإنجليزية)